# Jamesonia feei
Jamesonia feei är en kantbräkenväxtart som först beskrevs av Edwin Bingham Copeland, och fick sitt nu gällande namn av Maarten J.M. Christenhusz. Jamesonia feei ingår i släktet Jamesonia och familjen Pteridaceae. Inga underarter finns listade.